# David Kakabadzé
Compléments
Années folles à Montparnasse
David Kakabadzé (en géorgien დავით კაკაბაძე), né le 20 août 1889 à Kukhi en Iméréthie (Géorgie, à l’époque dans l’Empire russe) et mort le  10 mai 1952 à Tbilissi en Géorgie (à l’époque en URSS), est un peintre géorgien d'avant-garde, graphiste et scénographe qui fut aussi un érudit de l'art, un innovateur dans le domaine de la cinématographie, ainsi qu’un photographe. Ses œuvres combinent interprétation novatrice de l'art moderne européen et tradition nationale géorgienne.

## Biographie
Il naît dans une famille de paysans pauvres d’un village de l’Ouest géorgien, près de la ville de Khoni. Grâce au parrainage de philanthropes locaux, il étudie les sciences naturelles à la Faculté de Physique et de Mathématiques de l'Université de Saint-Pétersbourg dont il sort diplômé en 1916. Parallèlement, il suit les cours de peinture à l'atelier de Lev Dmitriev-Kavkazski et effectue des recherches sur l’art ancien géorgien.
Après une brève période d’activité comme peintre et éducateur à Tiflis, il se rend à Paris en 1919 et s’intéresse au modernisme. Il  est membre de la Société des artistes indépendants et expose conjointement avec deux compatriotes, Lado Goudiachvili et  Chalva Kikodzé. Sa peinture évolue du fauvisme au cubisme, et vers l’abstraction. Ses premières œuvres reproduisent les paysages de la nature en Iméréthie, sa province natale.  Il est ensuite attiré par la « peinture sans sujet » et travaille sur les techniques picturales, en utilisant le métal, le verre, les vitraux ou d’autres matériaux en substitution à la peinture. Puis il rejette son style d'influence cubiste en faveur d’une sculpture et d’une peinture plus abstraite : il s’oriente vers un art plus extrême : une dizaine de ses œuvres sont exposées à New York en 1926. Par ailleurs, intéressé par la cinétique, il avait construit en 1923 un appareil photo argentique produisant l'illusion du relief et est devenu ainsi l'un des pionniers du cinéma en trois dimensions. Il est aussi l’animateur de conférences sur les divers aspects des arts visuels.
En 1927, il retourne en Géorgie. Il reprend la peinture des paysages d’Iméréthie sous forme de tableaux monumentaux, en y ajoutant des paysages industriels. Il produit également des décors pour le Théâtre Koté Mardjanichvili, pour l’Opéra de Tbilissi et pour le cinéma. En 1928, il devient professeur à l’Académie des Beaux-Arts de Tbilissi et y restera jusqu'en 1948 : sous la pression des autorités il abandonne le formalisme et s’adapte au dogme du réalisme soviétique.  
En 1931 il avait produit un film documentaire « Les vieux monuments de Géorgie ».
Il meurt à 62 ans, après avoir été démis de ses fonctions de professeur.

## Principales œuvres
- 1913/1914 : Paysages d’Iméréthie, Paysages de Finlande, Autoportraits, Portrait de mon frère,
- 1915 : Funérailles en Iméréthie,
- 1918 : Ma Mère,
- 1919/1927 : Aquarelles de Bretagne, Vendeur de bananes, Hôtel, Industrie,
- Années 1930-1940 : série de paysages Svanétie,
- Années 1940-1950 : Kazbek, L’élévateur de Poti, Le traitement des minerais.